# Synökologisches Optimum
Das synökologische Optimum einer Art ist der Vorzugsbereich ihres Vorkommens in Lebensgemeinschaften (Fachbegriff: Biozönosen), bezogen auf Umweltfaktoren und unter Einfluss von Konkurrenz durch Individuen anderer Arten (Fachbegriff Interspezifische Konkurrenz). 
Das synökologische Optimum ist damit der Vorzugsbereich des tatsächlichen Vorkommens der Art, nicht der für ihre Physiologie günstigste Bereich. Dieser wird als Autökologisches Optimum bezeichnet. Eine Art mit größerer ökologischer Potenz findet ihr synökologisches Optimum in der Nähe ihres autökologischen Optimums und verdrängt damit möglicherweise andere Arten von deren autökologischen Optima in suboptimale Bereiche, wenn diese nahe beieinanderliegen.